# Montoulieu (Hérault)
Montoulieu è un comune francese di 165 abitanti situato nel dipartimento dell'Hérault nella regione dell'Occitania.

## Società

### Evoluzione demografica
Abitanti censiti